# Peter Schroen
Peter Schroen (Eijsden, 4 januari 1960) is een Nederlands voormalig wielrenner.
Schroen was Nederlands kampioen bij de junioren in 1978.
Na enkele vrij succesvolle seizoenen bij de amateurs werd hij prof in 1984 bij de Franse ploeg Skil-Reydel, geleid door Jean de Gribaldy. Na dat seizoen stapte hij over naar de Nederlandse ploeg Skala-Gazelle. Na het criterium Nacht van Linne op 31 juli 1985 werd hij positief bevonden op amfetamine bij de dopingcontrole. Zijn ploeg ontsloeg hem en hij kreeg van de KNWU een boete en een maand voorwaardelijke schorsing. Schroen ging nog op zoek naar een nieuwe ploeg, maar zonder succes. Hij werd dan maar opnieuw amateur. In die categorie won hij nog diverse koersen. Als prof kon Schroen geen wedstrijd winnen.

## Resultaten in voornaamste wedstrijden
|      | \| Jaar \| Waalse Pijl \| \| ---- \| ----------- \| \| 1984 \| 70e \| \| 1985 \| 74e \| |
| Jaar | Waalse Pijl                                                                             |
| 1984 | 70e                                                                                     |
| 1985 | 74e                                                                                     |